# 圣莫雷
圣莫雷（法語：Saint-Moré，法語發音：[sɛ̃ mɔʁe]）是法国勃艮第-弗朗什-孔泰大区约讷省的一个市镇，属于阿瓦隆区。

## 地理
圣莫雷（47°34'34"N, 3°46'32"E）面积11.98 平方千米，位于法国勃艮第-弗朗什-孔泰大區约讷省，该省份为法国中北部内陆省份，西接卢瓦雷省，西北接塞纳-马恩省，南至涅夫勒省，东临科多尔省，东北与奥布省接壤。
与圣莫雷接壤的市镇（或旧市镇、城区）包括：屈尔河畔阿尔西、布拉奈、普雷西勒塞克、屈尔河畔武特奈。

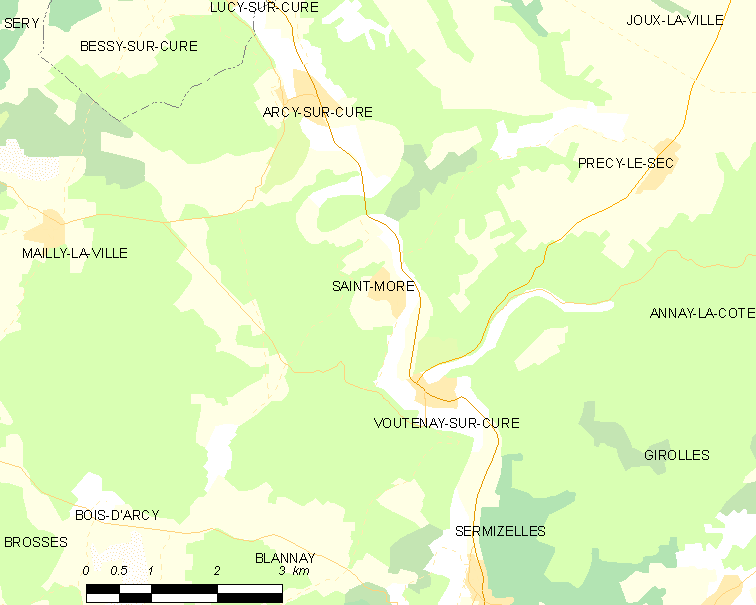
圣莫雷的OSM定位图

圣莫雷的时区为UTC+01:00、UTC+02:00（夏令时）。

## 行政
圣莫雷的邮政编码为89270，INSEE市镇编码为89362。

## 政治
圣莫雷所属的省级选区为茹拉维尔县。

## 人口

1962-2008年间圣莫雷人口变化图示

圣莫雷于2022年1月1日时的人口数量为177人。